# Cycle de Kumarbi
Le cycle de Kumarbi est un ensemble de récits mythologiques d’origine hourrite qui nous sont connus par des textes en hittite retrouvés en état très fragmentaire à Hattusa. Bien que dénommé par convention à la suite du dieu Kumarbi, ces récits ont pour protagoniste principal le dieu de l’Orage Teshub, dont ils décrivent l’ascension à la royauté divine. L’origine des récits reste discutée, bien qu’elle soit incontestablement hourrite : soit il s’agit d’un récit hourrite préexistant traduit en hittite tel quel, soit il s’agit de la constitution d’un récit original en hittite à partir de mythes de la tradition hourrite.
Cet ensemble de mythes est très représentatif du contexte culturel des religions anatoliennes de la seconde moitié du IIe millénaire av. J.-C., qui sont constituées d’éléments empruntés à la tradition anatolienne ancienne (hattie), beaucoup marquée par des éléments hourrites, ainsi que des emprunts mésopotamiens, sans oublier des éléments hittites souvent plus difficiles à distinguer.
Le cycle de Kumarbi est constitué d'au moins cinq récits, appelés « chants » par les spécialistes contemporains, qui peuvent être replacés dans un ordre chronologique :
- Le Chant de la Royauté du Ciel ou Chant de Kumarbi ;
- Le Chant de LAMMA ;
- Le Chant de l’Argent personnifié ;
- Le Chant de Hedammu ;
- Le Chant d’Ullikummi.

D'autres textes fragmentaires semblent rattachés à ce cycle, même s'ils ne prennent pas forcément place dans l'ordre chronologique. Il n'est du reste qu'ils pas assuré qu'ils aient été conçus comme formant un ensemble narratif cohérent dans l'Antiquité mais que leurs liens pourraient avoir été plus complexes.
Seuls le premier et le second nous sont parvenus dans un état qui permet d’en comprendre la trame, encore que la fin des deux nous soit inconnue, bien qu’on devine que Teshub sort vainqueur de ses combats. Il s’agit en effet fondamentalement d’un récit justifiant la suprématie du dieu de l’Orage, principale divinité des religions syro-anatoliennes, et pourvoyeur de la royauté terrestre. Ces récits participent à l’idéologie royale de ces régions, et ont pu servir de base à des rituels mettant en scène le roi, intermédiaire entre les hommes et les dieux, et en particulier le dieu de l’Orage.

## Les récits

### Le chant de Kumarbi
Le premier chant est une théogonie, relatant la lutte entre deux parentés divines pour prendre le pouvoir au Ciel. Le premier à régner est Alalu, qui après neuf ans finit par s’enfuir aux Enfers, chassé par le dieu Anu, son ancien serviteur. Ce dernier est à son tour forcé à fuir par Kumarbi, le fils d’Alalu, qui était à son service. Le combat entre Anu et Kumarbi s’achève par l’émasculation du premier par le second, qui avale ses attributs virils. Avant de se réfugier au Ciel, Anu prédit à Kumarbi que de sa semence vont naître trois dieux qui vont lui causer des troubles.
Après sept mois de gestation, plusieurs dieux sortent du ventre de Kumarbi. Le dernier, le dieu de l’Orage Teshub, réussit à échapper au roi des dieux grâce à une pierre qui se substitue à lui, et que Kumarbi mange pendant qu’il fuit. Teshub finit par mener une fronde de dieux contre Kumarbi, malgré le soutien qu’apporte le dieu Ea à celui-ci. La fin du texte manque, mais il est clair que Teshub l’emporte et devient à son tour le roi des dieux.

### Textes endommagés
Les trois textes suivant du Cycle de Kumarbi sont moins bien reconstitués et leur déroulement n'est pas bien reconstitué. Il semble que le second chant relate une lutte entre Teshub et le dieu LAMMA, qui souhaite lui ravir la royauté divine.

### Le chant d'Ullikummi
Le dernier chant narre une dernière tentative entreprise par Kumarbi pour vaincre Teshub. Il s’unit à une montagne, et s’ensuit la naissance d’un monstre en diorite, que Kumarbi nomme Ullikummi, et dont il souhaite faire le roi des dieux. Il enjoint aux divinités Irsirra d’amener le nouveau-né sur l’épaule droite de Ubelluri, l’équivalent d’Atlas dans la mythologie hourrite, qui a les pieds aux Enfers et porte la Terre et le Ciel. Ullikummi croît alors sans cesse, et finit par apparaître au dieu Soleil, qui avertit Teshub. Ce dernier est impuissant face à la taille de son nouvel adversaire. Sa sœur Shaushka tente d’affronter le géant en usant de sa séduction, mais elle échoue car Ullikummi est sourd et n’a pas d’yeux, ce qui le rend insensible à ses charmes. Teshub retente de combattre le géant, en vain, et ce dernier grandit encore jusqu’à atteindre Kummiya, la cité du dieu de l’Orage. En dernier recours, Teshub appelle au secours Ea, ancien soutien de Kumarbi, qui accepte de l’aider : il demande aux « anciens dieux » de fournir l’arme qui avait jadis servi à séparer le Ciel et la Terre, et l’utilise pour couper Ullikumi, lui faisant perdre sa puissance et chuter de l’épaule d’Ubelluri. Alors Teshub peut l’attaquer. La fin est manquante, mais se termine probablement par la victoire du dieu de l’Orage.

#### Comparaison avec la Théogonie d'Hésiode
Ce mythe présente des ressemblances frappantes avec les récits mythologiques rapportés par l’auteur grec Hésiode. Le Chant de la Royauté du Ciel rappelle la Théogonie, et la succession des dieux Ouranos, Cronos et Zeus à la royauté divine. On nomme d’ailleurs parfois le premier chant du cycle « Théogonie hourrite ». Le combat entre Teshub et Ullikumi renvoie à celui entre Zeus et Typhon, d’autant plus que le lieu des deux combats est le même : le mont Hazzi/Kasios, situé sur la côte syrienne.

#### Autres textes pouvant faire partie du cycle
Un texte connu dans un état fragmentaire, le Chant de la Mer, relatant le combat de Teshub contre la Mer, est peut-être à intégrer dans le cycle de Kumarbi. Kumarbi y apparaît, mais dans les passages connus il n'y est pas un antagoniste de Teshub, or c'est cette rivalité qui est le fil directeur du cycle.
Un texte redécouvert en 2002 par A. Archi, intitulé Ea et la Bête, est connu lui aussi dans un état très fragmentaire, décrivant le dialogue entre le dieu Ea et une créature appelée šuppalanza, traduit comme la « Bête », qui annonce la venue d'une nouvelle entité qui va supplanter les grands dieux. Selon Archi, c'est la naissance de Teshub qui est annoncée ainsi, aussi ce récit prendrait place dans le cadre du Chant de la royauté du Ciel.